# Nicolas Prost

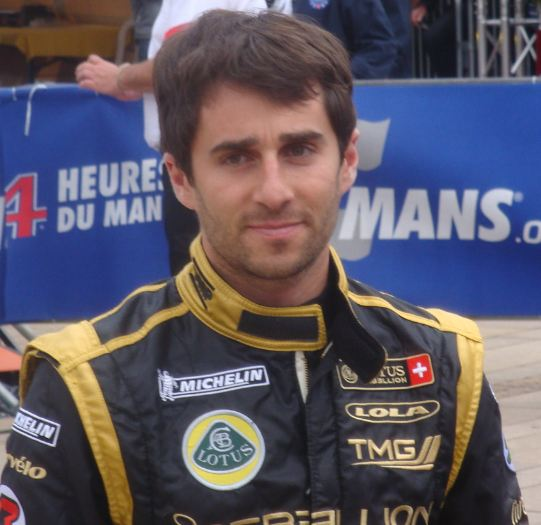
Nicolas Prost (2012)

Nicolas Jean Prost (Saint-Chamond, Loire, 18 augustus 1981) is een autocoureur uit Frankrijk. Hij is de oudste zoon van viervoudig Formule 1-kampioen Alain Prost.

## Carrière
- 2005: Franse Formule Renault, team Graff Racing.
- 2006: Spaanse Formule 3 kampioenschap, team Racing Engineering (één overwinning).
- 2007: Spaanse Formule 3 kampioenschap, team Campos Racing (twee overwinningen, derde in kampioenschap).
- 2008: Euroseries 3000, team ELK Motorsport (één overwinning, kampioen).
- 2008-09: A1GP, team A1 Team Frankrijk (8 races).
- 2009: Le Mans Series, team Speedy Racing.
- 2010: FIA GT1, team Matech Competition.
- 2010: Le Mans Series, team Rebellion Racing.
- 2011: Le Mans Series, team Rebellion Racing (derde in kampioenschap).
- 2011: Intercontinental Le Mans Cup, team Rebellion Racing.
- 2012: FIA World Endurance Championship, team Rebellion Racing.
- 2013: Formule 1, testrijder Lotus.
- 2013: FIA World Endurance Championship, team Rebellion Racing.
- 2014: Formule 1, testrijder Lotus.
- 2014: FIA World Endurance Championship, team Rebellion Racing.
- 2014-15: Formule E, team e.dams Renault.

## A1GP-resultaten
| Jaar    | Inschrijving      | 1       | 2       | 3         | 4          | 5       | 6       | 7       | 8       | 9          | 10         | 11         | 12        | 13        | 14         | Rang | Punten |
| ------- | ----------------- | ------- | ------- | --------- | ---------- | ------- | ------- | ------- | ------- | ---------- | ---------- | ---------- | --------- | --------- | ---------- | ---- | ------ |
| 2008-09 | A1 Team Frankrijk | NED SPR | NED FEA | CHI SPR 8 | CHI FEA NF | MAL SPR | MAL FEA | NZL SPR | NZL FEA | RSA SPR 10 | RSA FEA NF | POR SPR 13 | POR FEA 6 | GBR SPR 9 | GBR FEA 10 | 5    | 47     |